# Henrique (1933–2023)
Henrique, właśc. Henrique dos Santos (ur. 30 sierpnia 1933 w Rio de Janeiro, zm. 16 lipca 2023 tamże) – brazylijski piłkarz, występujący na pozycji obrońcy.

## Kariera klubowa
Henrique występował w Portuguesie São Paulo i EC Bahia.

## Kariera reprezentacyjna
W reprezentacji Brazylii Henrique zadebiutował 15 września 1957 w przegranym 0-1 meczu z reprezentacją Chile, którego stawką było Copa Bernardo O’Higgins 1957. Drugi i ostatni raz w reprezentacji wystąpił 18 września 1957 w zremisowanym 1-1 meczu z reprezentacją Chile.